# 爆発卵
爆発卵（ばくはつたまご）とは、電子レンジで殻のまま加熱してレンジ内で破裂する卵の俗称である。養鶏分野においては、孵卵器内で腐敗ガスによって破裂する卵のことも指す。

## 概要
電子レンジで殻のままの卵を加熱すると、通常はレンジ内で破裂してしまう。これは以下のような理由によるものである。
1. 電子レンジによる加熱で卵の中心部から均等に加熱されることにより、黄身の部分から水分の沸騰が発生する。
2. 黄身は白身と殻に包まれているために外気よりも高圧となり、水の沸点が上昇する。
3. 黄身は熱膨張による体積の増加に伴い、白身と殻を押し破って外気に触れ、この瞬間に急激な減圧が起こる。
4. 沸点が下がることで黄身に含まれる水分が一気に蒸発して気化し、平衡破綻型の水蒸気爆発が発生する。

ところが、破裂する前に取り出された場合にも、白身に包まれた内部には100 ℃を超えても沸騰せずに残留している水分が存在しているため、殻むきの際や口に運んだ時に黄身が外気にさらされれば同様の爆発が発生することになる。こうした現象は殻をむいた状態のゆで卵の再加熱においても発生するほか、圧力鍋による加熱や、ごくまれではあるが通常の鍋による調理によっても起こることがある。また、生卵の黄身のみであっても電子レンジで加熱すると破裂する。
上記のほか、殻が付いたままの銀杏や栗、薄い膜で覆われているイカやソーセージでもこうした破裂が発生するため、電子レンジで調理する場合にはあらかじめ殻を剥がすなり切れ込みを入れるなりして、水蒸気を逃がす必要がある。
パーシー・スペンサーも、電子レンジ開発中の2回目の実験で起こしたとも言われる。

## 影響
電子レンジ内で破裂してレンジが壊れたり、人が持った時に破裂して火傷したりする事故も発生し、電子レンジによっては解きほぐしていない卵の加熱を取扱説明書にて禁止している商品もある。卵を金属殻で覆うことで卵に直接電磁波を当てず、容器の水位線まで入れた水を加熱することで卵を茹でる電子レンジ調理器も市販されており、国民生活センターによるテストでは水位線まで水を入れて使用すれば破裂は起きないが、水の量が半分より少ないと破裂するという結果が出ている。製品評価技術基盤機構によれば、ふたがずれた状態で使用したために破裂した事故も起きている

## 養鶏分野において
養鶏分野における爆発卵とは、孵卵中の卵が腐敗し、卵内に産生したガスによって大きな音を立てて破裂する現象をいう。薬浴によるサルモネラ菌・大腸菌対策は緑膿菌による爆発卵を誘発し、発生まで無精卵や中止卵を除かずに孵卵を行うと緑膿菌が増殖した果てに爆発卵となり、鶏群全体を高濃度に汚染してしまう。